# Torridge
Torridge ist ein District in der Grafschaft Devon in England, der nach dem Fluss Torridge benannt ist. Verwaltungssitz ist die Stadt Bideford; weitere bedeutende Orte sind Great Torrington, Hartland, Northam und Westward Ho!. Der Distrikt Torridge wird in 63 parishes sowie die unparished area der Insel Lundy gegliedert. Die Insel Lundy stellt die westlichste und die nördlichste Landmasse des Distrikts dar.
Der Bezirk wurde am 1. April 1974 gebildet und entstand aus der Fusion der Boroughs Bideford und Great Torrington, des Urban District Northam sowie der Rural Districts Bideford, Holsworthy und Torrington.